# 天明屋尚
天明屋 尚（てんみょうや ひさし、1966年2月10日 - ）は、埼玉出身の現代美術家。

## 来歴
天明屋尚は画号ではなく本名。
レコード会社のアートディレクターなどを経た後、現代美術家として活動。
日本画と現代風俗を融合させた独自の概念「ネオ日本画」を発案し提唱。
神話に登場する荒ぶる神スサノオ、南北朝期の婆娑羅、戦国末期の傾奇者、幕末の奇想絵師といった、日本のストリートに連綿と根づいてきた華美にして破壊的な美の系譜を「BASARA（ばさら）」と総称した独自のコンセプトにより作品を制作。
2003年第6回岡本太郎記念現代芸術大賞展　優秀賞受賞。
2006年サッカーW杯ドイツ大会FIFAワールドカップ公式アートポスターに日本代表作家として参加。アンドレアス・グルスキー（ドイツ）、ルオ・ブラザーズ（中国）、サラ・モーリス（イギリス）など。
2006年6月ドキュメンタリー映画「≒天明屋尚」公開。渋谷を皮切りに順次全国映画館にて公開。その後、DVD発売。
2008年に「RX-78-2 傾奇者 2005 Version」が、香港で開催されたクリスティーズのオークションで競売に掛けられ481万香港ドル（約6400万円）で落札。他の作品も数千万単位で落札され、国際的に高い評価を獲得。
2010年国際美術展である第17回シドニー・ビエンナーレに参加。
2010年8月に書籍『BASARA』と合わせてBASARA展を開催し、初の主催・企画・キュレーション。
2012年7月から2013年8月まで、コマーシャル・ギャラリー「TENGAI GALLERY」をプロデュース。
2014年1月からTENGAIプロジェクト始動。
2019年1月からTENGAIプロジェクトの活動拠点をギャラリーMUMONに移し活動。

## 主な活動
- 雑誌「BURST（コアマガジン）」に「誌上芸術」連載 (2000年4月〜2003年7月) 全38回[1]
- 雑誌「D.D.D（メディアワークス）」に「誌上芸術」連載 (2000年8月〜2001年1月) 全3回[1]
- 雑誌「GETON（学研）」に「誌上芸術」連載 (2001年8月〜2005年6月) 全39回[1]
- 雑誌「TATTOO BURST（コアマガジン）」に「誌上芸術」連載 (2004年4月〜2005年6月) 全6回[1]
- 雑誌「GQ JAPAN（コンデナスト・ジャパン）」に福田和也の挿画連載 (2004年5月〜2005年9月) 全14回[1]
- 「文学賞メッタ斬り！」「文学賞メッタ斬り！リターンズ」「文学賞メッタ斬り！2007年版」「文学賞メッタ斬り！2008年版」「文学賞メッタ斬り! ファイナル」大森望・豊崎由美著 表紙画 parco出版 (2004年〜2011年) 全5回[1]
- NIKE presents:an artist collaboration project NIKE ＋ TENMYOUYA HISASHI (2005年)[1]
- 「FIFA公式アートポスター Official Art Poster 2006 FIFA World Cup Germany」制作 (2005年)[1]
- 雑誌「Bien（美庵）」に「誌上芸術」連載 (2006年4月〜2007年1月) 全5回[1]
- 雑誌「華音（美研インターナショナル）」表紙画 (2006年12月〜2007年9月) 全4回[1]
- 「≒天明屋尚」ドキュメンタリー映画の主演(2006年)渋谷:ライズＸ,大阪:シネ・ヌーヴォ,神戸:神戸アートビレッジセンター,金沢:金沢シネモンド,名古屋:名古屋シネマテーク,広島:横川シネマ,吉祥寺バウンスシアター他にて上映[1]
- 「大日本人」松本人志・監督作品映画の大日本人デザイン (2007年)[1]
- 「Seven Stars」日本たばこ産業（JT）広告出演(2007年)[1]
- 日本経済新聞の朝刊連載小説　北方謙三作「望郷の道」の挿画 (2007年8月6日〜2008年9月29日) 全409回[1]
- 「鈍獣」細野ひで晃・監督作品映画の劇中画 (2009年)[1]
- 「BASARA展」を主催・企画・キュレーション(2010年)[1]
- ダンヒル × JFA(日本サッカー協会)  × 天明屋尚のコラボレーション(2011年)[1]
- コマーシャル・ギャラリー「TENGAI GALLERY」プロデュース(2012年7月〜2013年8月)[1]
- 雑誌「SENSE（株式会社センス）」に「誌上芸術」連載 (2013年4月〜2017年10月)全36回[1]
- フジテレビ × 天明屋尚コラボレーション広告(2014年)[1]
- XLARGE® × 天明屋尚コラボレーション(2014年)[1]
- アクリルガッシュ・ジャパネスクカラー × 天明屋尚コラボレーション 11ml 12色セット(2015年)[1]
- コマーシャル・ギャラリー「GALLERY MUMON」アドバイザー(2019年1月〜[1]
- 美術と社会の新しい関係性を考える運動体「現代美術庵」(2020年11月〜2023年12月)

## 主な展覧会

### 個展
- 「Japanese Spirit」HARAJUKU GALLERY (東京 2000年)
- 「天明屋尚展」PROGETTO (東京 2001年)
- 「ネオ日本画」depot (東京 2002年)
- 「画強」ナディフ (東京 2003年)
- 「傾く（かぶく）」ミヅマアートギャラリー (東京 2003年)
- 「TENMYOUYA HISASHI」the reed space. (ニューヨーク 2003年)
- 「魑魅魍魎」ミヅマアートギャラリー (東京 2004年)
- 「分身」ミヅマアートギャラリー (東京 2005年)
- 「MADE IN JAPAN」ミヅマアートギャラリー (東京 2006年)
- 「Neo Japanese Paintings」六本木ヒリズアート&デザインストア スペースA/D (東京 2007年)
- 「闘魂」ミヅマアートギャラリー (東京 2008年)
- 「風流（ふりゅう）」ミヅマアートギャラリー (東京 2009年)
- 「縁起物」G-tokyo 2011 森アーツセンターギャラリー (東京 2011年)
- 「韻」ミヅマアートギャラリー (東京 2012年)
- 「下絵と版画」TENGAI GALLERY (東京 2013年)
- 「原画に至る道程 -画稿-」六本木ヒルズ A/Dギャラリー (東京 2014年)
- 「韻2」ミヅマアートギャラリー (東京 2014年)
- 「一筆入魂」パルコミュージアム (東京 2014年)
- 「形質転換」ミヅマアートギャラリー (東京 2017年)
- 「国津神」ミヅマアートギャラリー (東京 2019年)

### グループ展
- 「One Planet under a Groove」ブロンクス美術館 (ニューヨーク 2001年),ウォーカー・アートセンター(ミネアポリス,アメリカ 2002年), スペルマン大学美術館(アトランタ,アメリカ 2002年)を巡回
- 「ADIDAS SUPERSTAR REMAKE EXHIBITION “MY ADIDAS”」(香港,ロンドン,ニューヨーク,ベルリン)を巡回
- 「天明屋尚と暁斎展」河鍋暁斎記念美術館 (埼玉 2002年)
- 「第6回岡本太郎記念現代芸術大賞展」川崎市岡本太郎美術館 (神奈川 2003年)
- 「アメリカン・エフェクト：アメリカについてのグローバル的視点 1990-2003」ホイットニー美術館 (ニューヨーク 2003年)
- 「Japan Rising」Palm Beach Institute of Contemporary Art (フロリダ 2003年)
- 「Asian Invitational」Frey Norris Gallery (サンフランシスコ 2004年)
- 「ガンダム展　GUNDAM―来たるべき未来のために―」サントリーミュージアム (大坂 2005年),上野の森美術館(東京 2005年),せんだいメディアテーク(宮城  2006年), 高浜市やきものの里かわら美術館(愛知 2006年), 札幌芸術の森美術館(北海道 2006年),京都国際マンガミュージアム(京都 2007年),鹿児島県霧島アートの森(鹿児島 2008年), 札幌芸術の森美術館(北海道 2008年)を巡回
- 「MOTアニュアル NO BORDER-「日本画」から／「日本画」へ展」東京都現代美術館（東京 2006年）
- 「ベルリン - 東京展」ベルリン新国立美術館 (ベルリン 2006年)
- 「アートとフットボール"ドイツ連邦議会議事堂」マリー・エリザベス・ルーダース・ハウス(ベルリン 2006年)
- 「武者絵の世界展」長野県信濃美術館・東山魁偉夷館 (長野 2007年)
- 「第7回 伝統からの創造　21世紀展」東京美術倶楽部(東京), 京都美術倶楽部(京都), 金沢美術倶楽部(金沢), 富山美術倶楽部(富山),大阪美術倶楽部(大阪), 名古屋美術倶楽部(名古屋)を巡回 (2007年)
- 「第8回 伝統からの創造　21世紀展」東京美術倶楽部(東京), 京都美術倶楽部(京都), 金沢美術倶楽部(金沢), 富山美術倶楽部(富山),大阪美術倶楽部(大阪), 名古屋美術倶楽部(名古屋)を巡回 (2008年)
- 「ネオテニー・ジャパン - 高橋コレクション展」鹿児島県霧島アートの森 (鹿児島 2008年),札幌芸術の森美術館(北海道 2008年),上野の森美術館(東京 2009年), 新潟県立近代美術館(新潟 2009年), 秋田県立近代美術館(秋田 2009年), 米子市美術館(鳥取県 2010年), 愛媛県美術館(愛媛 2010年)を巡回
- 「Off the Rails」Mizuma One Gallery(中国,北京 2008年)
- 「OFDER RECEIVED」ミヅマアートギャラリー(東京 2008年)
- 「Go Game,Beijing!」ドイツ大使館(中国,北京 2008年) 他
- 「Vision of East Asian 2008」中国国家図書館展示室(中国,北京 2008年) , 河南省芸術センター(中国,鄭州 2008年) を巡回
- 「November Steps-Susan Philipsz & Gallery Artists」ミヅマアートギャラリー(東京 2009年)
- 「Seoul Auction Show : 2nd Art Auction Show In Seoul」Coex Hall B1(韓国,ソウル 2009年)
- 「第17回シドニー・ビエンナーレ」 (シドニー 2010年）
- 「AHAF 2010 特別展『イメージの冒険者たち』朝日現代美術交流展」Gallery H,Diamond Hall,9th Floor in KINTEX Branch(Hyundai Department Store),Gyeonggi(韓国,キョンギド 2010年)
- 「BASARA展」スパイラル (東京 2010年）
- 「TDW-ART ジャラパゴス展」明治神宮外苑前中央会場 (東京 2010年)
- 「SugiPOP!展」Portsmouth Museum of Art (ニューハンプシャー 2010年)
- 「バイバイキティ!!!天国と地獄の狭間で -日本現代アートの今-」ジャパン・ソサエティー (ニューヨーク 2011年）
- 「リクエストトップ30ー過去10年の歩み」高橋コレクション日の出 (東京 2011年)
- 「タグチ・アートコレクション GLOBAL NEW ART展」損保ジャパン東郷青児美術館 (東京 2011年)
- 「ジャラパゴス展」三菱地所アルティアム (福岡 2011年)
- 「和美差美"現代美術展」能舞台型文化交流拠点施設「能-BOX」(仙台 2011年)
- 「ZIPANG展」新潟万代島美術館 (新潟 2012年), 高崎市美術館(群馬 2013年), 八戸市美術館(青森 2013年), 秋田県立近代美術館(秋田 2013年)を巡回
- 「Look East! Japanese Contemporary Art」ミヅマギャラリー(シンガポール 2012年)
- 「池田学と天明屋尚展」チャゼン美術館(マディソン,アメリカ 2013年)
- 「ワンダフル・マイ・アート展－高橋コレクションの作家たち－」河口湖美術館 (山梨 2013年)
- 「サッカー展、イメージのゆくえ」うらわ美術館 (埼玉 2014年)
- 「タグチ・アートコレクション　たぐ展☆TAG-TEN」松本市美術館 (長野 2014年)
- 「Impacts!勢み Japan Art Festival」ZANE BENNETT Contemporary Art (サンタフェ,アメリカ 2014年)
- 「異形の楽園：池田学・天明屋尚＆チームラボ」ジャパン・ソサエティ (ニューヨーク 2014年）
- 「TARO賞の作家Ⅱ展 」川崎市岡本太郎美術館(神奈川 2014年)
- 「進撃の巨人展」上野の森美術館 (東京 2014年)
- 「HEY! modern art & pop culture / Part III 」アールサンピエール美術館(パリ,フランス 2015年)
- 「郷愁と未来の輝きークレパス画名作展 」 姫路市立美術館(兵庫 2016年)
- 「TARO賞20年 20人の鬼子たち 」岡本太郎記念館 (東京 2017年)
- 「高橋コレクションの宇宙展 」熊本現代美術館(熊本 2017年)
- 「COOL JAPAN – Worldwide Fascination in Focus」Museum Volkenkunde (ライデン,オランダ 2017年)
- 「Serpenti Form exhibition」ArtScience Museum (シンガポール 2017年)
- 「GLOBAL NEW ART タグチ・アートコレクションのエッセンス展」ウッドワン美術館(広島 2017年)
- 「現代アート、始めます。草間彌生からさわきまで」尾道市立美術館(広島 2017年)
- 「自然に宿る見えない力」ノルディック・ウォーターカラー・ミュージアム(スウェーデン 2017年)
- 「巨匠たちのクレパス画展-日本近代から現代まで-」東郷青児記念損保ジャパン日本興亜美術館（東京 2018年）
- 「COOL JAPAN 」トロッペン美術館 (アムステルダム,オランダ 2018年)
- 「岡本太郎と日本の伝統展」川崎市立岡本太郎美術館(神奈川 2019年)
- 「SERPENTIform」成都市博物館（中国 2019年）
- 「In-Between Land」Mizuma, Kips & Wada Art(アメリカ,ニューヨーク 2019年)
- 「COOL JAPAN」：MAS／Museum aan de Streem（アントワープ,ベルギー 2019年）

## 代表作
- Japanese Spirit シリーズ　全18点（1997年〜2021年）
- 漢字紅葉図具羅富異帝杉戸絵 2連作（2000年）
- 反骨諷刺絵巻、武闘派列伝シリーズ　全22点（2000年〜2002年）
- 現代日本若衆絵図　鎌倉　九人の侍（2001年）
- ネオ千手観音（2002年）
- ネオ千手観音［那羅延堅固王、密迹金剛力士］（2003年）
- 神風（2003年）
- 蹴球之図［2006 FIFAワールドカップ公式アートポスター］（2004年）
- BUNSHIN（2005年）
- RX-78-2 傾奇者 2005 Version（2005年）
- イコン伝達装置 −本質の消失によるフォンタナ的考察 2連作（2006年）
- 闘魂（2008年）
- 思念遊戯（2009年）
- 獏図（2010年）
- 飛ビ出ス百鬼夜行洛中洛外図屏風　六曲一双（2017年）
- 韻（2012年）

## 作品集・著書
- ジャパニーズ・スピリット (学習研究社　2003年)[1]
- 傾奇者 (PARCO出版　2004年)[1]
- Tenmyouya Hisashi (河出書房新社　2006年)[1]
- KAMON TENMYOUYA HISASHI (KING OF MOUNTAIN　2007年)[1]
- BASARA 越境する日本美術論ー縄文土器からデコトラまでー TENMYOUYA HISASHI (美術出版社　2010年)[1]
- Masterpiece (青幻社　2014年)[1]